# Список керівників держав 131 року
В даній статті представлені керівники державних утворень. Також фрагментарно зазначені керівники нижчих рівнів. З огляду на неможливість точнішого датування певні роки володарювання наведені приблизно.
Список керівників держав 131 року — це перелік правителів країн світу 131 року.
Список керівників держав 130 року — 131 рік — Список керівників держав 132 року — Список керівників держав за роками

## Європа
- Боспорська держава — цар Котіс II (123-132)
- Ірландія — верховний король Конн Сто Битв (123-157)
- Римська імперія
  - імператор Адріан (117-138)
    - консул Сервій Октавій Ленас Понтіан (131)
    - консул Марк Антоній Руфін (131)
      - Британія — Гней Фавстін Секст Юлій Север (131-132)
      - Дакія — Гней Папірій Еліан (131-134)
      - Нижня Мезія — Гней Фавстін Секст Юлій Север (128-131)
      - Верхня Паннонія — Луцій Аттій Макрон (130/131-133/134)

## Азія
- Близький Схід
  - Бану Джурам (Мекка) — шейх Мухад I аль-Акбар (106-136)
  - Велика Вірменія — цар Вагарш I (116/117-140/144)
- Іберійське царство — цар Фарсман II Звитяжний (116-132)
- Індія
  - Кушанська імперія — великий імператор Канішка I (127-147)
  - Царство Сатаваханів — магараджа Гаутаміпутра Сатакарні (112-136)
- Китай
  - Династія Хань — імператор Лю Бао (125-144)
    - вождь племінного союзу південних сяньбі Цічжіцзянь (120—133)
    - шаньюй південних хунну Цюйтежоші Чжуцзю (128—140)
- Корея
  - Когурьо — тхеван (король) Тхеджохо (53-146)
  - Пекче — король Керу (128-166)
  - Сілла — ісагим (король) Чима (112-134)
- Персія
  - Парфія — шах Вологез II (105-147)
- Сипау (Онг Паун) — Сау Кам К'яу (127-207?)
- плем'я Хунну — шаньюй (вождь) Сюлі (128-140)
- Японія — тенно (імператор) Сейму (131-191)
  - Азія — Публій Афраній Флавіан (130-131)
  - Лікія і Памфілія — Публий Суфенат Вер (128-131)
  - Сирія — Гай Квінкцій Церт Публіцій Марцелл (129-136)
  - Юдея — Квінт Тіней Руф (131-132)

## Африка
- Царство Куш — цар Аритеніесбехе (108-132)
  - Африка — Марк Помпей Макрін Неос Феофан (130-131)